# La Parade du monde merveilleux de Disney
 (mai 2024).
Pour l’article homonyme, voir Le Monde merveilleux de Disney.
La Parade du monde merveilleux de Disney (The Wonderful World of Disney Parade) est une parade présentée au parc Disneyland de 1998 à 1999, puis de 2001 à 2007.
La Parade des rêves Disney lui succéda à l'occasion du 15e anniversaire du complexe.

## Description
La parade débute après la traditionnelle annonce en deux, parfois trois langues.
Le trajet de cette parade et de ses variantes est simple, elle longe la section italienne de Fantasyland continue ensuite devant le Théâtre du Château puis passe à la droite de Central Plaza devant le château et fini en parcourant Main Sreet en passant par la droite de Town Square.
Voici la liste de l'édition de 1998: La parade est annoncée par une mini-voiture conduite par Dingo accompagné par Donald Duck, Pluto, Tic et Tac. Ensuite commence la parade. Le premier char à sortir est celui de Mickey Mouse et Minnie Mouse sur le Steamboat Willie. Juste après arrive un grand escalier où se déroule un grand bal avec les trois princesse classiques Blanche-Neige, Cendrillon et Aurore valsant au sommet de l'escalier. Arrive ensuite Pinocchio sur la table de l'atelier de Gepetto qui l'anime avec des liens coupés avec Figaro. C'est le tour de Dumbo et la troupe de son cirque. Après, Peter Pan combat les pirates tandis que le Capitaine Crochet Monsieur Mouche essaient de fuir le crocodile. Mowgli, Baloo, Bagheera, Kaa, le Roi Louis et les singes mettent l'ambiance dans la jungle malgré le menaçant Shere-Khan qui guette le petit-homme. Arrivent ensuite Mary Poppins au-dessus des toits des maisons de Londres, Ariel entourée des habitants de l'océan, Belle sur un gigantesque gâteau animé, Aladdin et Jasmine sur leur tapis au-dessus d'Agrabah, Rafiki présentant Simba au sommet de la pyramide des animaux, et pour finir Hercule et Megara sur Pégase volant triomphalement sur les titants et Hades.
Après 1999, des accidents arrivèrent avec le char de l'escalier des princesses et des chars comme Pinocchio, Peter Pan, Le livre de la jungle, Le roi lion et Hercule seront mis hors d'état d'usage. La parade sera remplacée en 2000 par la Disney ImagiNations Parade. La parade du monde merveilleux Disney verra son retour en 2001 avec l'intégration des chars de Cendrillon et de la Belle au bois dormant issus de la Disney Classics Parade. Néanmoins le char de Dumbo sera exclus car il sera utilisé pour la Toon Circus Parade.
Voici la liste de l'édition 2001: 
Le premier char à sortir est celui de Mickey Mouse et Minnie Mouse sur le Steamboat Willie. Devant le bateau se trouve Donald Duck, Dingo et les autres. Puis arrivent ensuite Cendrillon dans son carrosse tirée par des chevaux, Mary Poppins au-dessus des toits des maisons de Londres, Aurore et le prince Philippe au sommet d'une falaise avec derrière la terrible sorcière Maléfique métamorphosée en dragon, Ariel entourée des habitants de l'océan, Aladdin et Jasmine sur leur tapis au-dessus d'Agrabah, et pour finir Belle sur un gigantesque gâteau animé.
En 2002 le parc fête ses 10 ans d'ouverture et à l'occasion le char du gâteau des 10 ans est créé. Egalement le char Dumbo réintègre la parade[réf. nécessaire].
Voici la liste de l'édition 2002 :
Le premier char à sortir est celui du gâteau des 10 ans du parc. Puis arrivent Mickey Mouse et Minnie Mouse sur le Steamboat Willie. Devant le bateau se trouve Donald Duck, Dingo et les autres. Ensuite suivent souvent, et dans un ordre indéterminé, Cendrillon dans son carrosse tirée par des chevaux, Aurore et le prince Philippe au sommet d'une falaise avec derrière la terrible sorcière Maléfique métamorphosée en dragon, Dumbo et la troupe de son cirque, Mary Poppins au-dessus des toits des maisons de Londres, Ariel entourée des habitants de l'océan, Belle sur un gigantesque gâteau animé, et pour finir Aladdin et Jasmine sur leur tapis au-dessus d'Agrabah.
En novembre le gâteau des 10 ans sera retiré. Voici la liste de l'édition de novembre-décembre 2002: Le premier char à sortir est celui de Mickey Mouse et Minnie Mouse sur le Steamboat Willie. Devant le bateau se trouve Donald Duck, Dingo et les autres. Ensuite suivent souvent, et dans un ordre indéterminé, Belle sur un gigantesque gâteau animé, Aladdin et Jasmine sur leur tapis au-dessus d'Agrabah, Cendrillon dans son carrosse tirée par des chevaux, Aurore et le prince Philippe au sommet d'une falaise avec derrière la terrible sorcière Maléfique métamorphosée en dragon, Ariel entourée des habitants de l'océan, Mary Poppins au-dessus des toits des maisons de Londres, et pour finir Dumbo et la troupe de son cirque.
Voici la liste de l'édition janvier-avril 2003:Le premier char à sortir est celui de Mickey Mouse et Minnie Mouse sur le Steamboat Willie. Devant le bateau se trouve Donald Duck, Dingo et les autres. Ensuite suivent souvent, et dans un ordre indéterminé, Cendrillon dans son carrosse tirée par des chevaux, Aurore et le prince Philippe au sommet d'une falaise avec derrière la terrible sorcière Maléfique métamorphosée en dragon, Dumbo et la troupe de son cirque, Mary Poppins au-dessus des toits des maisons de Londres, Ariel entourée des habitants de l'océan, Belle sur un gigantesque gâteau animé, et pour finir Aladdin et Jasmine sur leur tapis au-dessus d'Agrabah.
En mai 2003 jusqu'en septembre, la parade sera rebaptisée la parade des princesses mettant en honneur les chars des princesses. Si Dumbo et Mary Poppins seront retirés, Steamboat Willie ouvrira la parade occasionnellement. Néanmoins à cette occasion, Blanche-Neige et les sept nains intègrent la parade avec un nouveau.
Voici la liste de l'édition mai-septembre 2003: Le premier char à sortir est celui de Mickey Mouse et Minnie Mouse sur le Steamboat Willie. Devant le bateau se trouve Donald Duck, Dingo et les autres. Ensuite suivent souvent, et dans un ordre indéterminé, Blanche-Neige près de son puits au vœux souvent accompagnée de son prince, Cendrillon dans son carrosse tirée par des chevaux, Aurore et le prince Philippe au sommet d'une falaise avec derrière la terrible sorcière Maléfique métamorphosée en dragon, Ariel entourée des habitants de l'océan, Aladdin et Jasmine sur leur tapis au-dessus d'Agrabah, et pour finir Belle sur un gigantesque gâteau animé.
En 2004, la parade des princesses va réintégrer le char de Dumbo, mais elle gardera ce nom.
Voici la liste de l'édition 2004:
Le premier char à sortir est celui de Mickey Mouse et Minnie Mouse sur le Steamboat Willie. Devant le bateau se trouve Donald Duck, Dingo et les autres. Puis arrivent ensuite Blanche-Neige près de son puits au vœux, souvent accompagnée de son prince.Ensuite suivent souvent, et dans un ordre indéterminé, Aurore et le prince Philippe au sommet d'une falaise avec derrière la terrible sorcière Maléfique métamorphosée en dragon, Cendrillon dans son carrosse tirée par des chevaux, Ariel entourée des habitants de l'océan, Belle sur un gigantesque gâteau animé, Aladdin et Jasmine sur leur tapis au-dessus d'Agrabah, et pour finir Dumbo et la troupe de son cirque.
En 2005 jusqu'en juin 2006 la parade va réintégrer le char de Mary Poppins et s'appellera à nouveau la Parade du Monde Merveilleux Disney.
Voici la liste de l'édition 2005-juin 2006 :
Le premier char à sortir est celui de Mickey Mouse et Minnie Mouse sur le Steamboat Willie. Devant le bateau se trouve Donald Duck, Dingo et les autres. Puis arrivent ensuite Blanche-Neige près de son puits au vœux, souvent accompagnée de son prince. Ensuite suivent souvent, et dans un ordre indéterminé, Aurore et le prince Philippe au sommet d'une falaise avec derrière la terrible sorcière Maléfique métamorphosée en dragon, Cendrillon dans son carrosse tirée par des chevaux, Ariel entourée des habitants de l'océan, Belle sur un gigantesque gâteau animé, Aladdin et Jasmine sur leur tapis au-dessus d'Agrabah, Mary Poppins au-dessus des toits des maisons de Londres, et pour finir Dumbo et la troupe de son cirque.
En juillet 2006 jusqu'en mars 2007, le char de Dumbo sera retirer pour en faire le petit train des personnages lors de mini-parades et finalement pour les 15 ans du parc la Disney's Once Upon A Dream Parade prendra la relève. Pour cette dernière édition, la Parade du Monde Merveilleux Disney s'appellera à nouveau la Parade des Princesses.
Voici la liste de l'édition juillet 2006-mars 2007:Le premier char à sortir est celui de Cendrillon dans son carrosse tirée par des chevaux. Puis arrivent ensuite Blanche-Neige près de son puits au vœux, souvent accompagnée de son prince. Ensuite suivent souvent, et dans un ordre indéterminé, Aurore et le prince Philippe au sommet d'une falaise avec derrière la terrible sorcière Maléfique métamorphosée en dragon, Mary Poppins au-dessus des toits des maisons de Londres, Ariel entourée des habitants de l'océan, Belle sur un gigantesque gâteau animé, Aladdin et Jasmine sur leur tapis au-dessus d'Agrabah, et pour finir Mickey Mouse et Minnie Mouse sur le Steamboat Willie. Devant le bateau se trouve Donald Duck, Dingo et les autres.

## Variantes
Cette parade a de nombreuses variantes, telles que La Parade de Noël et La Parade des Méchants Disney.
Très souvent on ne fait que changer la décoration des chars de cette parade.